# Calixto García

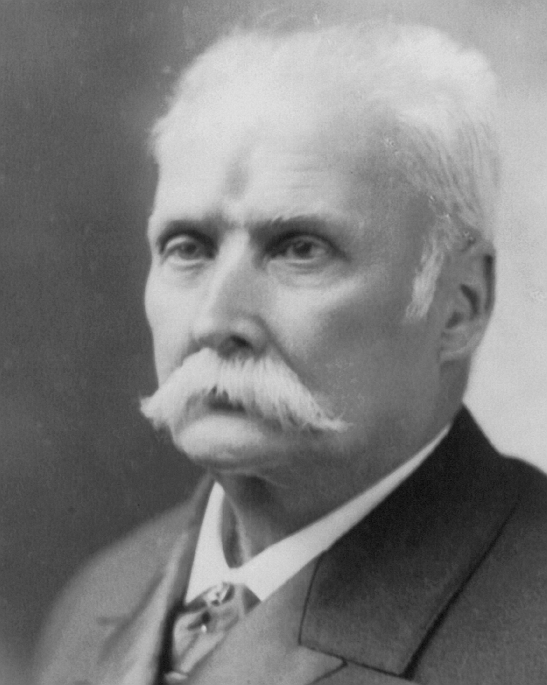
Calixto García 1898.

Calixto García Íñiguez (* 4. August 1839 in Holguín; † 11. Dezember 1898 in New York) war ein General in den drei Kubanischen Unabhängigkeitskriegen.

## Herkunft und Familie
Die Eltern von García, Ramón García y González und Lucía Íñiguez y Landín Moreno, waren kubanisch-kreolischer Abstammung. Sein mütterlicher Nachname Íñiguez deutet auf eine Verwandtschaft zu Íñigo Arista hin, einem baskischen König, dessen Streitkräfte im Rolandslied als Dämonen bezeichnet werden.
Calixto García wurde als großer, kräftiger, gebildeter und sehr jähzorniger Mann beschrieben. Er ist Enkel von Calixto García de Luna e Izquierdo, der in der Schlacht von Carabobo im heutigen Venezuela kämpfte. Den aristokratischen Namen „de Luna“ legte sein Großvater wegen seiner Flucht nach Kuba ab. Zuvor wurde er am 18. März 1837 wegen seiner Forderungen nach Freilassung der Sklaven und gleiche verfassungsmäßige Freiheiten für alle sowie wegen des Versuchs, einen dagegen opponierenden Priester zu hängen, verhaftet. Wie zu damaliger Zeit bei Männern seines Standes üblich, hatte Calixto García neben seiner Frau, Isabel Vélez Cabrera, noch zahlreiche Mätressen. Neben rund sieben ehelichen Kindern hatte er noch mindestens sechs uneheliche, jeweils von verschiedenen Frauen. Einige seiner Söhne, darunter die bedeutendsten Carlos García Vélez und Calixto Enamorado, kämpften in seinen Armeen.

## Kriegsschauplätze
Im Alter von 18 Jahren folgte Calixto García seinem Großvater und schloss sich den kubanischen Aufständischen an, was kurz darauf in den ersten Krieg um Kubas Unabhängigkeit von Spaniens Kolonialherrschaft, den Zehnjährigen Krieg mündete. García kämpfte gegen die Spanier bis zu seiner Gefangennahme nach gut fünf Jahren. Da er den Spaniern den Triumph seiner Gefangennahme nicht gönnen wollte, schoss er sich selbst mit einer .45-er Pistole unter das Kinn. Obwohl die Kugel durch die Stirn wieder austrat.
García wurde vom Leutnant Francisco Ariza Gomez gefangen genommen und anschließend nach Veguitas transportiert, wo spanische Militärärzte ihm das Leben retteten. García überlebte, jedoch litt er den Rest seines Lebens deswegen unter Kopfschmerzen und es blieb eine große Narbe zurück. Als spanische Beamte nach Holguín kamen, um seine Mutter zu informieren, leugnete diese zuerst, dass es sich um ihren Sohn handele. Nachdem man ihr vom Suizidversuch ihres Sohnes erzählte, bekannte sie sich jedoch zu ihm, nach dem Motto „Lieber tot als gefangen“. García blieb bis zum Frieden von Zanjón 1878, dem Ende des Zehnjährigen Krieges in Gefangenschaft.
Zwischen mehreren Verhaftungen reiste García nach Paris und New York. Seiner Bestimmung folgend, folgte er Antonio Maceo sowohl im Kleinen Krieg von 1879 bis 1880, als auch im eigentlichen Kubanischen Unabhängigkeitskrieg ab 1895. García und unabhängig von ihm mindestens drei seiner Söhne, verließen Spanien und erreichten Kuba 1896 mit einer gut ausgestatteten Gefolgschaft. In diesem, letzten, Konflikt stand er über Maceo, nachdem er im Zehnjährigen Krieg nur zweiter Befehlshaber der kubanischen Armee war.

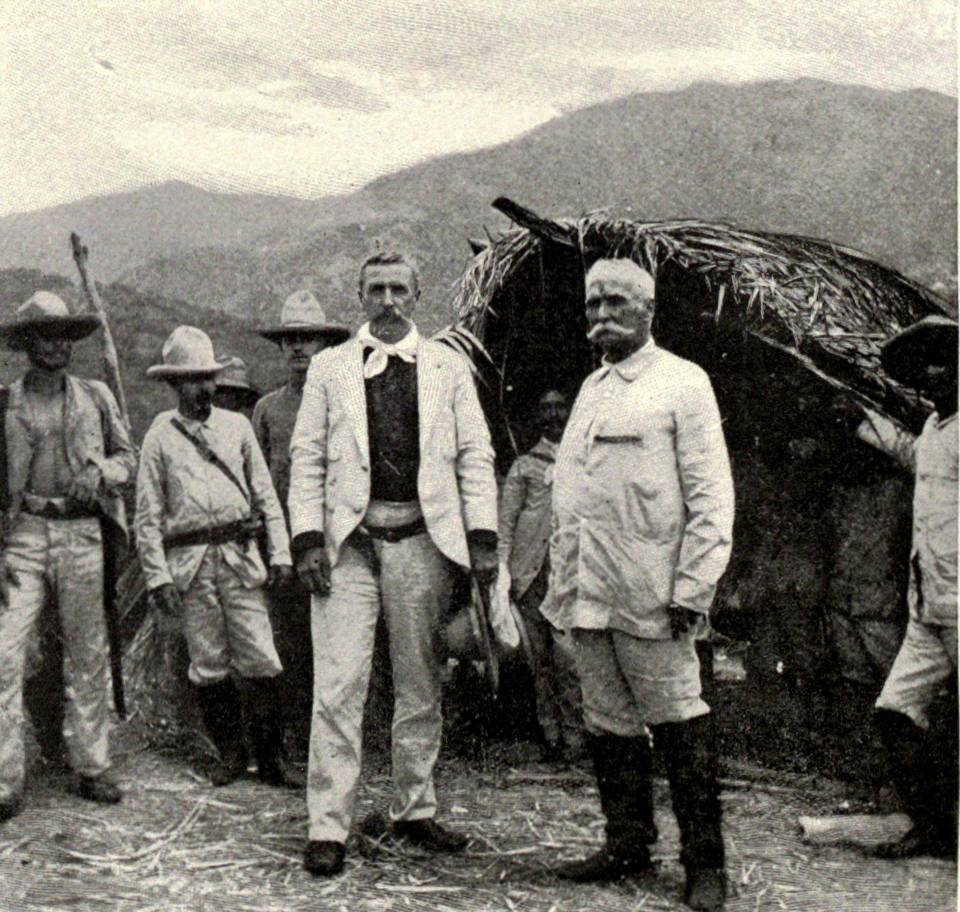
García (links) mit dem US-amerikanischen Brigadegeneral William Ludlow zum Zeitpunkt der Landung der US-Truppen auf Kuba.

General García kann eine Reihe von Siegen auf seiner Seite verbuchen, unter anderem die Einnahme von Las Tunas und Guisa sowie die für die Moral wichtige Rückeroberung von Bayamo. Er machte freizügig von Spionen Gebrauch, um seine Angriffe vorzubereiten. Unter ihnen befanden sich Dominador de la Guardia, Vater von Angel de la Guardia, María Machado, uneheliche Tochter des spanischen Generals Emilio March, Frederick Funston, späterer Generalmajor der US-Armee, José Martí y Zayas Bazán, Sohn von José Martí, Mario García Menocal, späterer Präsident Kubas.
Zu der Zeit, als die US-Truppen in Kuba landeten, kontrollierte García mit seiner erfahrenen mobilen Artillerie das Innere der damaligen Provinz Oriente und bereitete so die Landung der US-Armee in der Nähe von Santiago vor. Seine Truppen waren eine bedeutende Unterstützung für die Einheiten der Marines in Guantánamo, die, nachdem sie außerhalb der Reichweite der Geschütze des US-Kriegsschiffs USS Marblehead waren, Schwierigkeiten hatten, mit der spanischen Guerilla-Taktik umzugehen. Er war der General, der mit den amerikanischen Truppen verhandelte und sich an deren militärischen Aktionen beteiligte. Einzig der Zugang zu Santiago de Cuba wurde ihm verwehrt, als die spanischen Einheiten sich dort ergaben.

## Tod
Im Jahre 1898 starb García im Alter von 59 Jahren an einer Lungenentzündung, während er sich auf einer diplomatischen Mission in New York befand. Er wurde zuerst für kurze Zeit auf dem Nationalfriedhof Arlington in den USA beigesetzt. Später wurden seine sterblichen Überreste mit der schwer bewaffneten USS Nashville (PG-7) nach Kuba gebracht. Seiner endgültigen Beerdigung in Kuba gingen eine Reihe emotionaler Vorgänge voraus. Statuen und Büsten fanden sich überall in Kuba. Eine größere Statue befindet sich am Malecón in Havanna in der Nähe der US-Botschaft. 1980 wurden seine sterblichen Überreste in ein ihm gewidmetes Mausoleum in seiner Heimatstadt Holguín umgebettet, das Teil des groß angelegten Revolutionsplatzes ist.
Das Essay A Message to Garcia von Elbert Hubbard war eine Hommage an Calixto García.
Während einer Gebietsreform im Jahre 1976 wurde ein Municipio in der Provinz Holguín nach Calixto García benannt.